# Eendracht FC Zoersel
K. Eendracht FC Zoersel is een Belgische voetbalclub uit Zoersel. De club is aangesloten bij de KBVB met stamnummer 1140 en heeft groen en rood als kleuren. Eendracht FC Zoersel speelt al zijn hele bestaan in de provinciale reeksen.

## Geschiedenis
Eendracht FC Zoersel werd opgericht in 1927 en sloot zich aan bij de Belgische Voetbalbond. Men ging in de gewestelijke, later provinciale, reeksen spelen.
De club speelde er verschillende decennia in de Derde en Vierde Provinciale. Halverwege de jaren 80 kende men een succesperiode. In 1986, toen men in Vierde Provinciale speelde, behaalde Eendracht Zoersel voor het eerst een titel en promoveerde het weer naar Derde Provinciale. Twee jaar later behaalde men ook daar een titel en zo promoveerde men voor het eerst naar Tweede Provinciale.  Het verblijf duurde er vier seizoenen, waarna men weer zakte naar Derde.
In het begin van de 21ste eeuw zakte Eendracht Zoersel een paar seizoenen terug naar Vierde Provinciale, het laagste niveau. Uiteindelijk kon men weer opklimmen naar Derde en in 2012 ook terugkeren in Tweede Provinciale.
In 2018 won de club de eindronde in Tweede Provinciale en mocht men voor het eerst in de clubgeschiedenis aantreden in Eerste Provinciale.

## Bekende (ex-)spelers
- Joël Bartholomeeussen
- Roger Van Gool